# فرانسه در المپیک تابستانی ۱۹۳۲
فرانسه در بازی‌های المپیک تابستانی ۱۹۳۲ که در شهر لس آنجلس ایالات متحده آمریکا برگزار شد، کاروان فرانسه با ۱۰۳ ورزشکار در این رقابت‌ها شرکت کرد و موفق به کسب ۱۹ مدال (۱۰ طلا، ۵ نقره، ۴ برنز) شد. در جدول رتبه‌بندی توزیع مدال‌ها، فرانسه در ردهٔ ۳ مسابقات قرار گرفت.